# César Ruminski
César-Jean Ruminski (Douai, 1924. június 13. – Lisieux, 2009. május 14.) francia válogatott labdarúgó.

## Sikerei, díjai
- Lille OSC
  - Francia bajnok: 1953-54
  - Francia kupa: 1952-53